# روكا دارسي
روكا دارسي هي كومونا (بلدية) في مقاطعة فروزينوني في منطقة لاتسيو الإيطالية، وتقع على بعد حوالي 100 كيلومتر (62 ميل) جنوب شرق روما وحوالي 20 كيلومتر (12 ميل) جنوب شرق فروزينوني.
تقع روكا دارسي على حدود البلديات التالية: كولفيليس وفونتانا ليري وروكاسيكا وسانتوبادر.

## التاريخ
وفقًا لما ذكره عالم الآثار إيتالو بيديتو، أنه قد أثبت تواجد البشر خلال العصر النحاسي، إلا أنه لم يتم إنشاء أي مستوطنة إلا في العصر الحديدي.
بنى فولسكي حصنًا حول الجبل، ولا يزال مرئيًا بشكل جزئي حتى اليوم. ونظرًا لموقعها الاستراتيجي فلقد كان للقلعة أهمية متوسطة في العصور الوسطى.

## التطور الديموغرافي
بلغ التعداد السكاني في عام 2011، إلى 971 نسمة.